# G. Rösler
Pour les articles homonymes, voir Rösler.

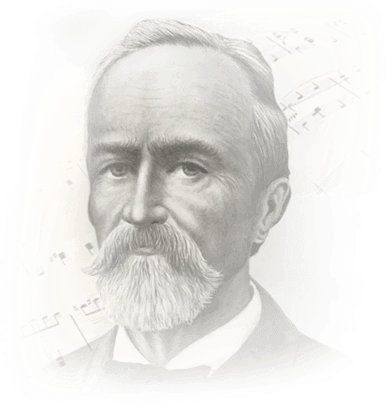
Gustav Rösler, fondateur de la manufacture de pianos du même nom.

G. Rösler est une ancienne manufacture de piano fondée en 1878 à Česká Lípa en Bohême par Gustav Rösler. Les instruments affichaient autrefois le nom complet — Gustav Rösler — en écriture gothique.
Rachetée en 1993 par la manufacture européenne de pianos Petrof en Tchécoslovaquie, la partie finale du processus de fabrication est désormais effectuée en Chine, sous l’égide du nouveau propriétaire, Ludwig Gatter, qui bénéficie des privilèges octroyés par un mandat impérial et royal de représentation à la cour d’Autriche-Hongrie.

## Histoire

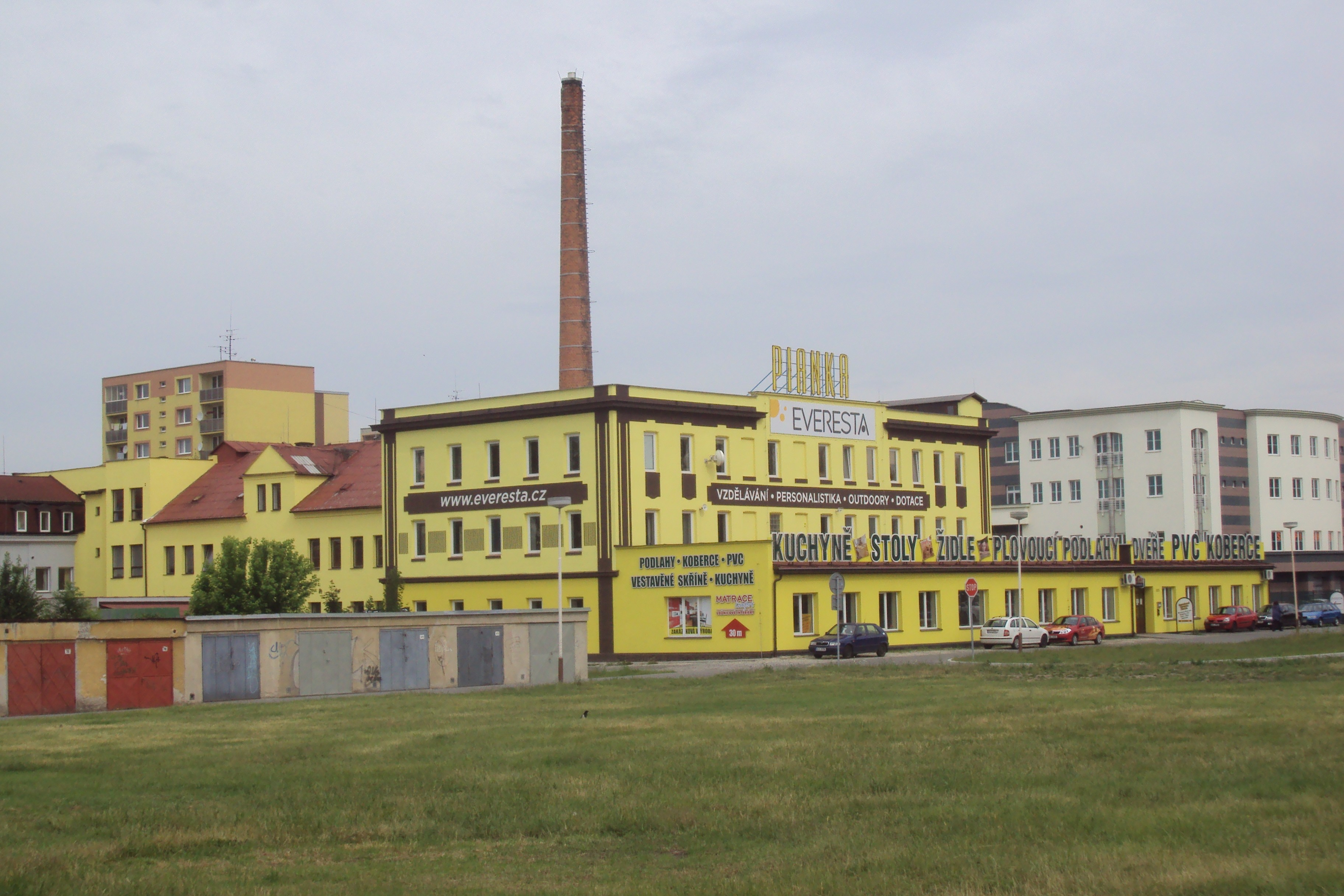
Manufacture de Piano Böhmisch Leipa (Česká Lípa)

La production de pianos droits et à queue de la marque Rösler remonte à la seconde moitié du XIXe siècle. L’année 1878 est considérée comme la date officielle à laquelle Gustav Rösler fonde, à Česká Lípa, l’une des plus importantes usines de ce type au sein de la monarchie austro-hongroise. Après sa mort en 1891, sa femme dirige l’entreprise jusqu’à ce qu’en 1899 son frère, Ludwig Gatter, rachète la manufacture, l’agrandisse et la modernise progressivement. L’entreprise est alors représentée sur le marché intérieur de tous les grands détaillants et connaît un succès notable à l’étranger, notamment au sein de l’empire austro-hongrois, ainsi qu’en Grande-Bretagne et en Afrique du Sud.
L’entreprise se développe après la création de la République tchécoslovaque lorsque le fils de Ludwig Gatter en reprend les rênes. Les instruments Rösler s’exportent dès lors dans 18 pays,.
Après la Seconde Guerre mondiale, l’usine est reprise par Antonín Duda, nommé directeur national. À cette époque, l’entreprise produit jusqu’à dix pianos par mois. La chaîne de production continue à prospérer jusqu’au putsch de février 1948, date à laquelle la manufacture se nationalise.
À partir de 1993, la manufacture est rachetée par Petrof, considéré comme le plus grand facteur de pianos d’Europe.
De nos jours, Petrof continue de fabriquer des pianos de la marque Rösler, recourant cependant essentiellement au label de manière commerciale, tout en déléguant une partie de la production à la Chine. Ainsi, bien qu’essentiellement conçue dans l’atelier de développement de Petrof à Hradec Králové sous la supervision technique de ses employés, le processus de fabrication se poursuit sous licence chinoise, conformément à la documentation technique émise par le Département Technologie affilié à l’entreprise Petrof.